# Виртуальное сообщество
Виртуальное сообщество, или виртуальные сетевые сообщества, также сетевые сообщества — это социальная сеть людей, которые соединяются через определенные социальные медиа, потенциально пересекая географические и политические границы для достижения общих интересов или целей. Некоторые из наиболее распространенных виртуальных сообществ — это интернет-сообщества, работающие в рамках социальных онлайн-сетей.
Говард Рейнгольд обсуждал виртуальные сообщества в своей книге «Виртуальное сообщество», опубликованной в 1993 году. (Второе издание с новой заключительной главой было опубликовано в 2000 году в издательстве MIT Press.) В книге обсуждаются приключения Рейнгольда в сетевом сообществе The WELL, компьютерно-опосредованные коммуникации, социальные группы и информационная наука. В книге обсуждались такие технологии, как Usenet, MUD и их производные MUSH и MOO, IRC, chat room и рассылка электронной почты. Рейнгольд также указывал на потенциальные преимущества принадлежности к виртуальному сообществу для личного психологического благополучия, а также для общества в целом.
Все виртуальные сообщества поощряют взаимодействие, иногда сосредотачиваясь вокруг определенного интереса или просто для общения. Некоторые виртуальные сообщества делают и то, и другое. Члены сообщества могут взаимодействовать по поводу общего интереса с помощью различных средств: доски объявлений, чаты, сайты социальных сетей или виртуальные миры.
Частным случаем понятий «виртуально сообщество» и «деятельное сообщество» является понятие «виртуальное практическое сообщество», которое включает активных членов, которые являются практиками или экспертами в конкретной области интересов и участвуют в процессах коллективного обучения и обмена опытом в своей области.